# Superargo contro Diabolikus
Superargo contro Diabolikus è un film del 1966 diretto da Nick Nostro.
Coproduzione italo-spagnola, è uno dei primi film incentrati su un supereroe in costume del cinema italiano (seguito da Goldface - Il fantastico superman del 1968) ed è l'unico ad avere avuto un seguito, L'invincibile Superman del 1968.
Il personaggio di Superargo - un lottatore mascherato dalla forza sovrumana - fu concepito per il pubblico giovanile spagnolo.

## Trama
Superago è un lottatore e supereroe. Dopo un incontro di wrestling, in cui rimane ucciso accidentalmente il suo amico, El Tigre, decide di smettere di praticare sport da combattimento. La sua fidanzata gli consiglia di andare a parlare con il suo vecchio amico di guerra, il colonnello Alex Kinski dei servizi segreti, l'unica persona che conosce la vera identità dell'eroe. Il colonnello chiede a Superargo di diventare un agente segreto, per fermare così alcuni rapinatori di mercurio. Superargo accetta l'incarico e, mandato in cerca dei criminali, viene attaccato da alcuni delinquenti che lo credono morto. Superargo trova l'isola dove si trova il mercurio rubato, ma viene catturato e torturato dalla mente criminale dietro i colpi, Diabolikus. Il criminale spiega all'eroe l'intenzione del suo piano e cerca di farlo diventare suo alleato. Superargo, rifiutando, riesce a scappare e a tornare dal colonnello Kinski, per informarlo della faccenda, ma Diabolikus rapisce la fidanzata dell'eroe. Superargo decide di tornare sull'isola, grazie all'aiuto del colonnello. L'eroe salva la ragazza e sconfigge una volta per tutte il temibile Diabolikus.

## Produzione
Il film è frutto di una coproduzione italo-spagnola.
Il personaggio di Superargo, concepito per il pubblico giovanile spagnolo, è interpretato dall'attore e stuntman italiano Giovanni Cianfriglia con lo pseudonimo di Ken Wood.

## Distribuzione
Il film uscì nei cinema il 29 dicembre del 1966.

## Accoglienza
Il film riscosse un certo successo, tanto da avere un seguito due anni dopo.

### Critica
Il personaggio di Superargo riprende delle caratteristiche sia di un altro lottatore mascherato, il messicano El Santo (giunto in Italia col nome di Argos), sia dell'Uomo Mascherato (The Phantom). Il nome del cattivo richiama invece quello di Diabolik, il più famoso personaggio del fumetto nero italiano. Benché si tratti di un'imitazione, è considerato il film italiano di supereroi più riuscito del periodo.

## Sequel
- L'invincibile Superman del 1968 diretto da Paolo Bianchini (come Paul Maxwell).